# Cyanolyca
Cyanolyca – rodzaj ptaków z rodziny krukowatych (Corvidae).

## Zasięg występowania
Rodzaj obejmuje gatunki występujące w Ameryce.

## Morfologia
Długość ciała 20–34 cm; masa ciała 40–210 g.

## Systematyka
Rodzaj zdefiniował w 1850 roku francuski przyrodnik Karol Lucjan Bonaparte, jednak nazwa Cyanocitta, którą nadał tej grupie, była już zajęta (nazwy Cyanocitta użył brytyjski ornitolog Hugh Edwin Strickland w 1845 roku na opisanie innego rodzaju krukowatych); w 1851 roku niemiecki ornitolog Jean Cabanis nadał temu taksonowi nową nazwę – Cyanolyca, podając następującą definicję: „Grupa ta różni się od poprzedniej mocniejszym dziobem, pędzelkowatymi piórami na czole itp. i jest blisko następujących grup”. Gatunkiem typowym była modrowronka obrożna (Cyanolyca armillata).

### Etymologia
- Cyanocitta: gr. κυανος kuanos „ciemnoniebieski”; κιττα kitta „sójka”[6].
- Cyanolyca: gr. κυανος  kuanos „ciemnoniebieski”; λυκος lukos „gatunek wrony, być może kawka”, wspomniany przez Arystotelesa i Hezychiusza[7].

### Podział systematyczny
Do rodzaju należą następujące gatunki:
- Cyanolyca mirabilis Nelson, 1903 – modrowronka białogardła
- Cyanolyca nanus (Du Bus, 1847) – modrowronka mała
- Cyanolyca pumilo (Strickland, 1849) – modrowronka czarnogardła
- Cyanolyca argentigula (Lawrence, 1875) – modrowronka diademowa
- Cyanolyca pulchra (Lawrence, 1876) – modrowronka wspaniała
- Cyanolyca cucullata (Ridgway, 1885) – modrowronka czarnolica
- Cyanolyca armillata (G.R. Gray, 1845) – modrowronka obrożna
- Cyanolyca turcosa (Bonaparte, 1853) – modrowronka turkusowa
- Cyanolyca viridicyanus (d’Orbigny, 1838) – modrowronka maskowa